# Karibib
Karibib ist eine Gemeinde im gleichnamigen Wahlkreis Karibib in der Region Erongo im Westen von Namibia. Karibib liegt an der Nationalstraße B2 zwischen der Küstenstadt Swakopmund und der namibischen Hauptstadt Windhoek. 2023 hatte sie etwa 6900 Einwohner auf einer Fläche von 95,8968 km².
In Karibib befindet sich der Hauptsitz der namibischen Luftwaffe.

## Geschichte

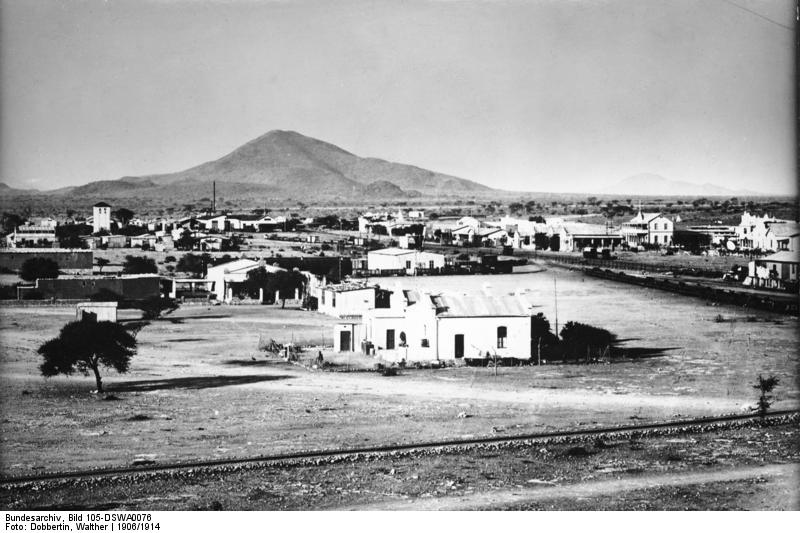
Karibib (um 1914)

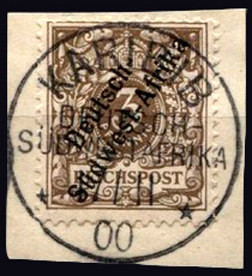
Briefmarke der Reichspost für Deutsch-Südwestafrika mit Poststempel Karibib 1900

Der spätere Ort Karibib entstand an einer Wasserstelle, die von den Herero Otjandjomboimwe genannt wurde. Der Kaufmann Eduard Hälbich Junior, ein Sohn des Kaufmanns und Wagenbauers Eduard Hälbich in Otjimbingwe, kaufte 1894/95 dem Herero-Kaptein Zacharias Zeraeua die Wasserstelle sowie 20.000 Hektar Land ab. Der Kaufpreis betrug 22.500 Mark, zwei Ochsenwagen mit Zugochsen sowie 742 Pfund und fünf Schillinge. Ein Teil des Kaufpreises wurde mit den Schulden verrechnet, die Zeraeua im Laden von Hälbich hatte.
Hälbich eröffnete in Karibib um 1897 ebenfalls ein Geschäft. Die Ansiedlung entwickelte sich schnell, vor allem als die neu erbaute Eisenbahn von Swakopmund aus den Ort am 30. Mai 1900 erreicht. Am 1. Juni des gleichen Jahrs wurde die Bahnstrecke Swakopmund–Windhoek offiziell eröffnet. Dieses Datum gilt als Gründungsdatum von Karibib. Es entstehen der Bahnhof, eine Arztpraxis, ein Gefängnis, Lager- und Wohnhäuser. 1899 wurde in Karibib ein zweites Wasserloch angelegt.
Am 1. Juli 1901 löste sich Karibib von der Distriktsverwaltung in Omaruru, am 1. Dezember 1901 zog die Zentralverwaltung des Schutzgebietes von Otjimbingwe nach Karibib. 1902 wurde die Bahnstrecke bis nach Windhuk verlängert. Ab 1904 spielte Karibib als Eisenbahnknotenpunkt wegen der Truppentransporte und als Militärstützpunkt in den Herero- und Nama-Kriegen eine wichtige Rolle. Die weißen Siedler Karibibs wurden wegen des Wohlwollens Zacharias Zeraeuas wenig behelligt. Am 2. Februar 1904 erreichte Distriktgouverneur Hauptmann Victor Franke mit seinen Truppen Karibib und vertrieb die plündernden Aufständischen Richtung Okahandja.
Im Jahr 1907 hatte Karibib bereits 316 weiße Einwohner. Mit dem Ende des Krieges 1907 wurde das restliche Land der Herero enteignet und weißen Farmern angeboten. 1909 wurde Karibib Gemeinde und Eduard Hälbich Bürgermeister.
1973 wurde Karibib zum Namensgeber für das nahe der Gemeinde neu entdeckte Mineral Karibibit.

## Wirtschaft

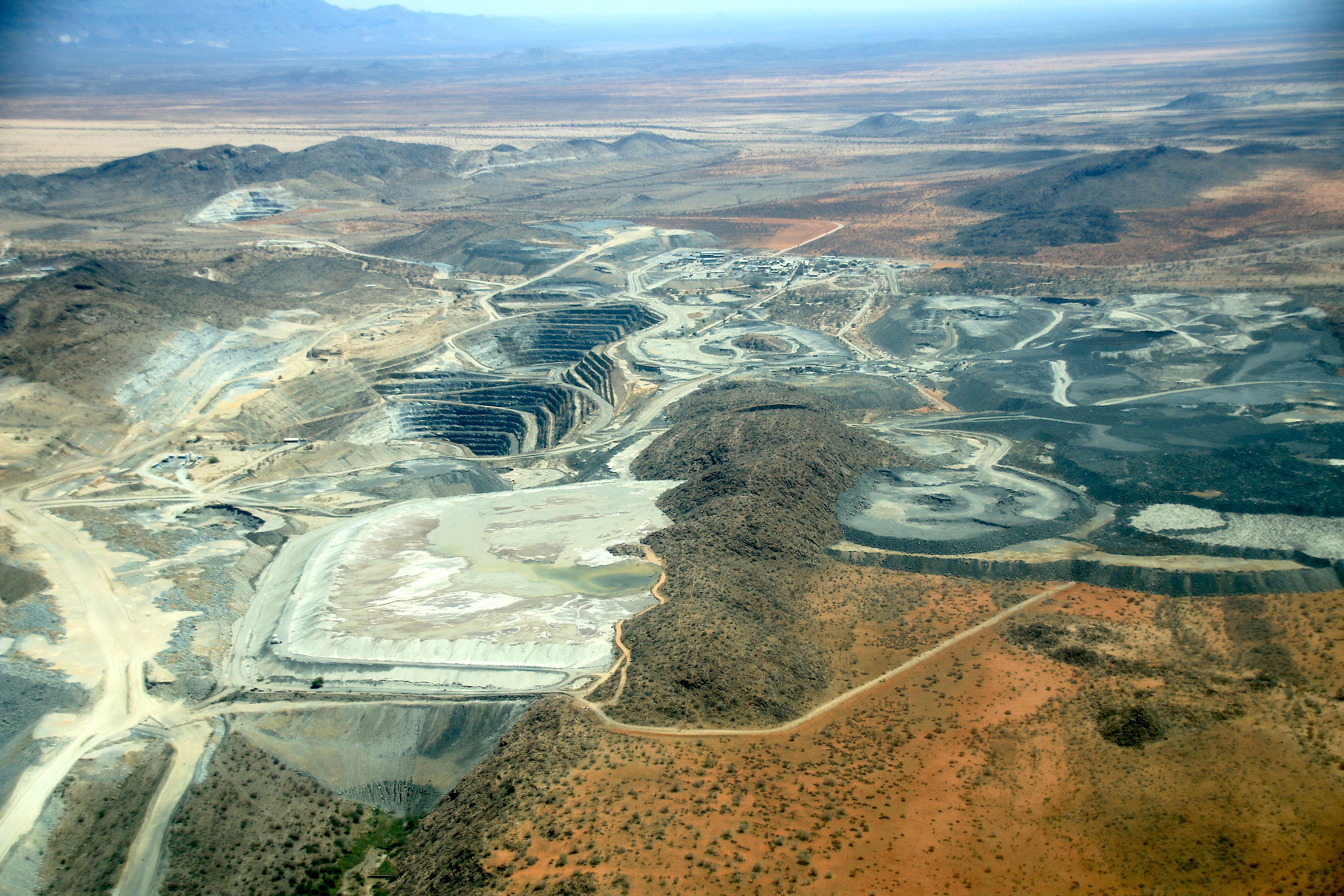
Goldmine Navachab

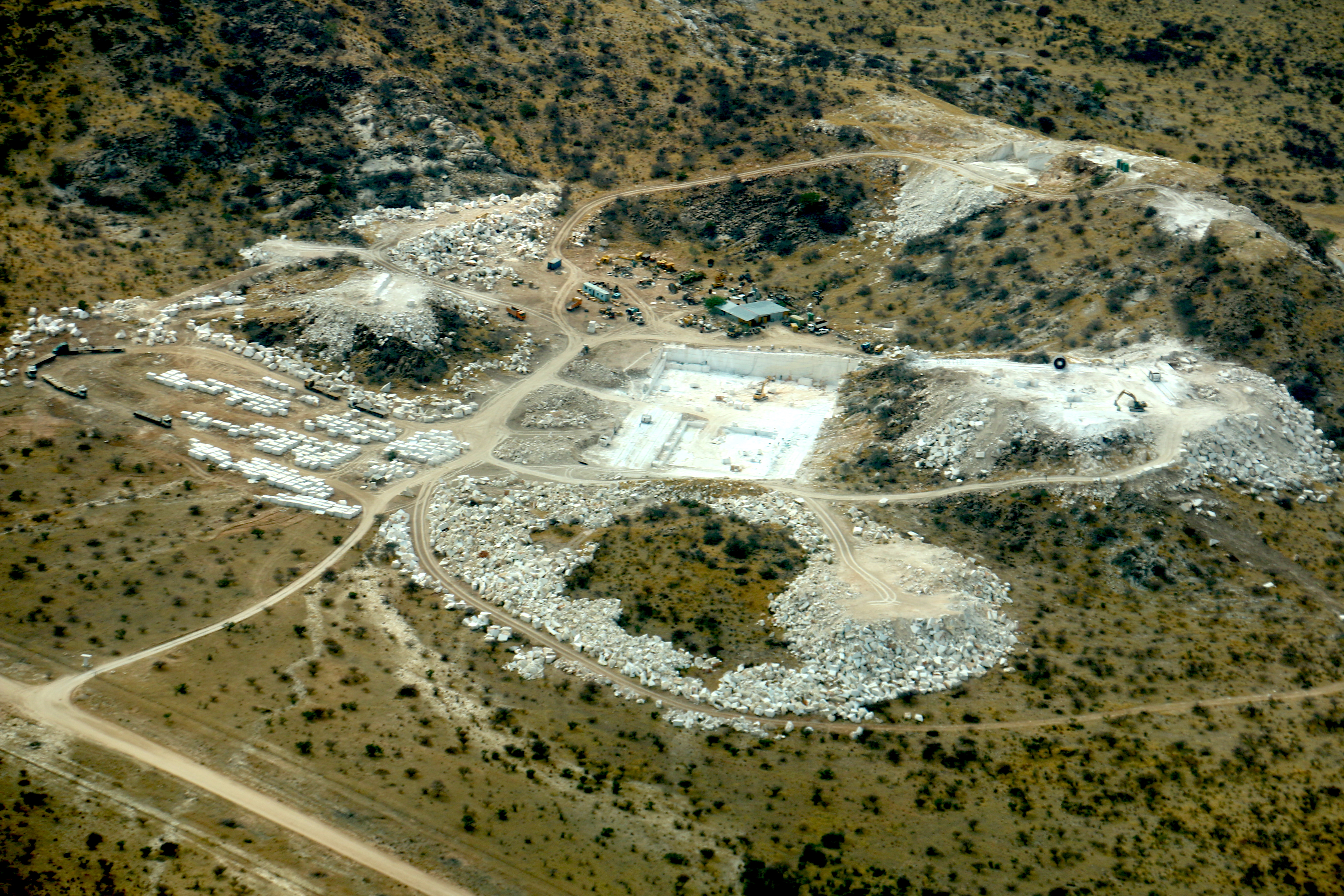
Marmorabbau in Karibib (2017)

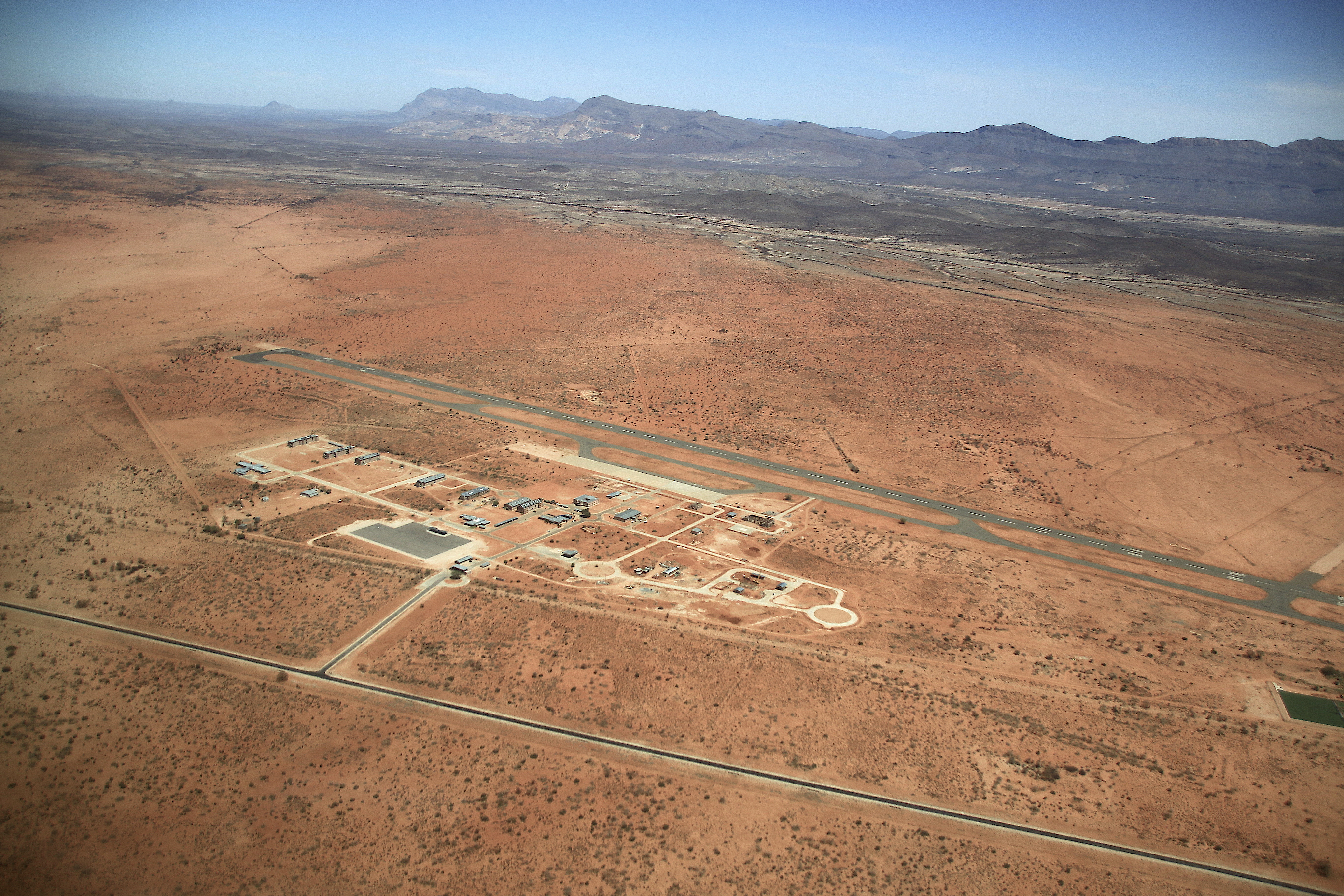
Militärflugplatz Karibib

### Navachab-Goldbergwerk
Größter Arbeitgeber der Stadt ist das Navachab-Goldbergwerk.

### Marmorabbau von Karibib
Der Ort ist weltweit bekannt für den wegen seiner kostbaren Qualität geschätzten und hier abgebauten Marmor. Teilweise sind das reine calcitische und mitunter auch stark dolomitische Marmorvarietäten. Ihre Färbungen schwanken stark. Es kommen Tönungen von reinweiß, grau, elfenbein, blaugrau, weiß und schwarz geadert bzw. gestreift vor. Ferner treten Farbnuancen durch akzessorische Mineralgehalte in grün, gelb, rot und rosa auf. Kommerziell besonders gefragt waren brekziöse bunte bzw. rot und gelb geflammte Sorten. Ihren texturellen Eigenschaften nach gab man ihnen Namen nach europäischen Sorten, wie Cipollino, Pavonazzo, Bardiglio u. a. Die Abbaustellen befinden sich im Gebiet um Karibib und ziehen sich bis auf das Areal der Farmen Navachab, Habis sowie Etusis (südwestlich von Karibib) hin. Deren Marmorschichten liegen zwischen Graniten und Quarziten und besitzen im Streichen eine Ausdehnung von bis zu 20 Kilometern.

### Solarkraftwerk
Seit dem 9. Juni 2017 hat Karibib ein Solarkraftwerk. Es liegt 2 km südwestlich des Bahnhofes außerhalb der Stadt. 

### Militärflugplatz Karibib
Nördlich der Stadt befindet sich ein von der südafrikanischen Luftwaffe errichteter Militärflugplatz (Flughafen Karibib). Er ist seit 4. März 2016 wieder Hauptsitz der Namibian Air Force.

## Sehenswertes

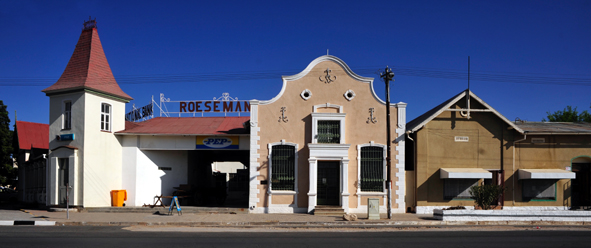
Rösemann-Haus in Karibib

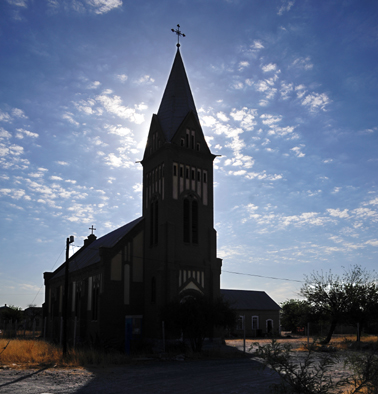
Christus-Kirche in Karibib

Der Ort Karibib besitzt einige Gebäude von historischem Interesse (siehe: Liste der Nationalen Denkmäler in Namibia), darunter eine Missionskirche aus dem Jahre 1894.
Auch das Touristikgewerbe war lange Zeit fester Bestandteil der Stadt, weshalb es zahlreiche Hotels, wie das „Erongoblick“, den „Stroblhof“ oder die „Albrechtshöhe“ gab. Besonders bekannt war auch das deutsche „Pub 1913“ direkt an der Hauptstraße.
Weitere historische Sehenswürdigkeiten der Stadt sind beispielsweise
- der Kaiserbrunnen, erbaut 1906–1908,
- das „Hälbich-Gebäude“, das schon zu Kolonialzeit existierte,
- das „Rösemann-Gebäude“ aus dem Jahr 1900,
- das „Haus Woll“, welches im Jahr 1900 aus dem berühmten Karibiber Marmor erbaut wurde,
- sowie das „Hotel Zum Grünen Kranz“ aus dem Jahr 1913.

## Kommunalpolitik
Bei den Kommunalwahlen 2020 wurde folgendes amtliches Endergebnis ermittelt.
| Partei                         | Stimmen | Stimmenanteil | Sitze |
| ------------------------------ | ------- | ------------- | ----- |
| SWAPO                          | 0461    | 047,77 %      | 3 ▼   |
| UDF                            | 0175    | 018,13 %      | 1 ▼   |
| IPC                            | 094     | 09,74 %       | 1 NEU |
| LPM                            | 080     | 08,29 %       | 1 NEU |
| Karibib Ratepayers Association | 068     | 07,05 %       | 1 ▬   |
| PDM                            | 063     | 06,53 %       | 0     |
| NUDO                           | 020     | 02,07 %       | 0     |
| NEFC                           | 04      | 00,41 %       | 0     |
| Insgesamt                      | 965     | 100 %         | 7     |

## Städtepartnerschaften
| Outjo Sowa (seit April 2018) |

## Bildungseinrichtungen
- Da-Palm Junior Secondary School
- Ebenhaeser Primary School
- Karibib Junior Secondary School
- Karibib Private School

## Klima
|                       | Jan | Feb | Mär | Apr | Mai | Jun | Jul | Aug | Sep | Okt | Nov | Dez |   |      |
| Mittl. Tagesmax. (°C) | 44  | 40  | 36  | 34  | 30  | 27  | 26  | 31  | 38  | 43  | 44  | 45  | ⌀ | 36,5 |
| Mittl. Tagesmin. (°C) | 19  | 18  | 19  | 17  | 13  | 11  | 10  | 10  | 13  | 16  | 17  | 18  | ⌀ | 15,1 |
|                       |     |     |     |     |     |     |     |     |     |     |     |     |   |      |
| Niederschlag (mm)     | 43  | 103 | 80  | 14  | 4   | 2   | 1   | 1   | 6   | 1   | 6   | 41  | Σ | 302  |

| 19 |

| 18 |

| 19 |

| 17 |

| 13 |

| 11 |

| 10 |

| 10 |

| 13 |

| 16 |

| 17 |

| 18 |

| 19 |

| 18 |

| 19 |

| 17 |

| 13 |

| 11 |

| 10 |

| 10 |

| 13 |

| 16 |

| 17 |

| 18 |

| N i e d e r s c h l a g | 43  | 103 | 80  | 14  | 4   | 2   | 1   | 1   | 6   | 1   | 6   | 41  |
|                         | Jan | Feb | Mär | Apr | Mai | Jun | Jul | Aug | Sep | Okt | Nov | Dez |

## Galerie

Karibib zur deutschen Kolonialzeit, um 1910
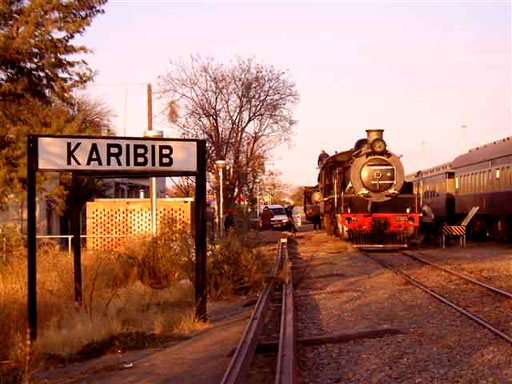
Karibiber Bahnhof
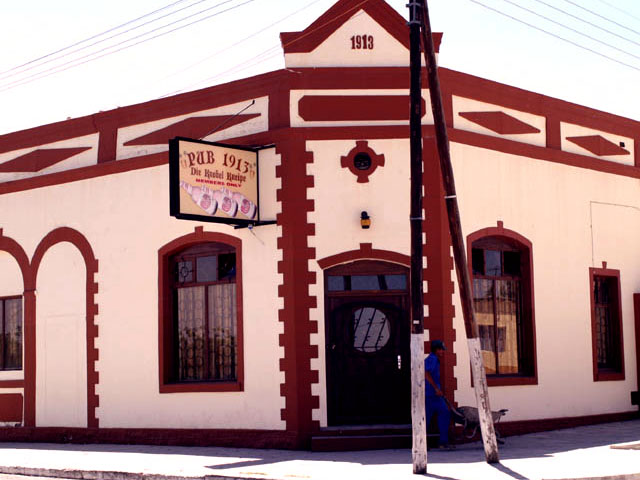
„Pub 1913“ in Karibib
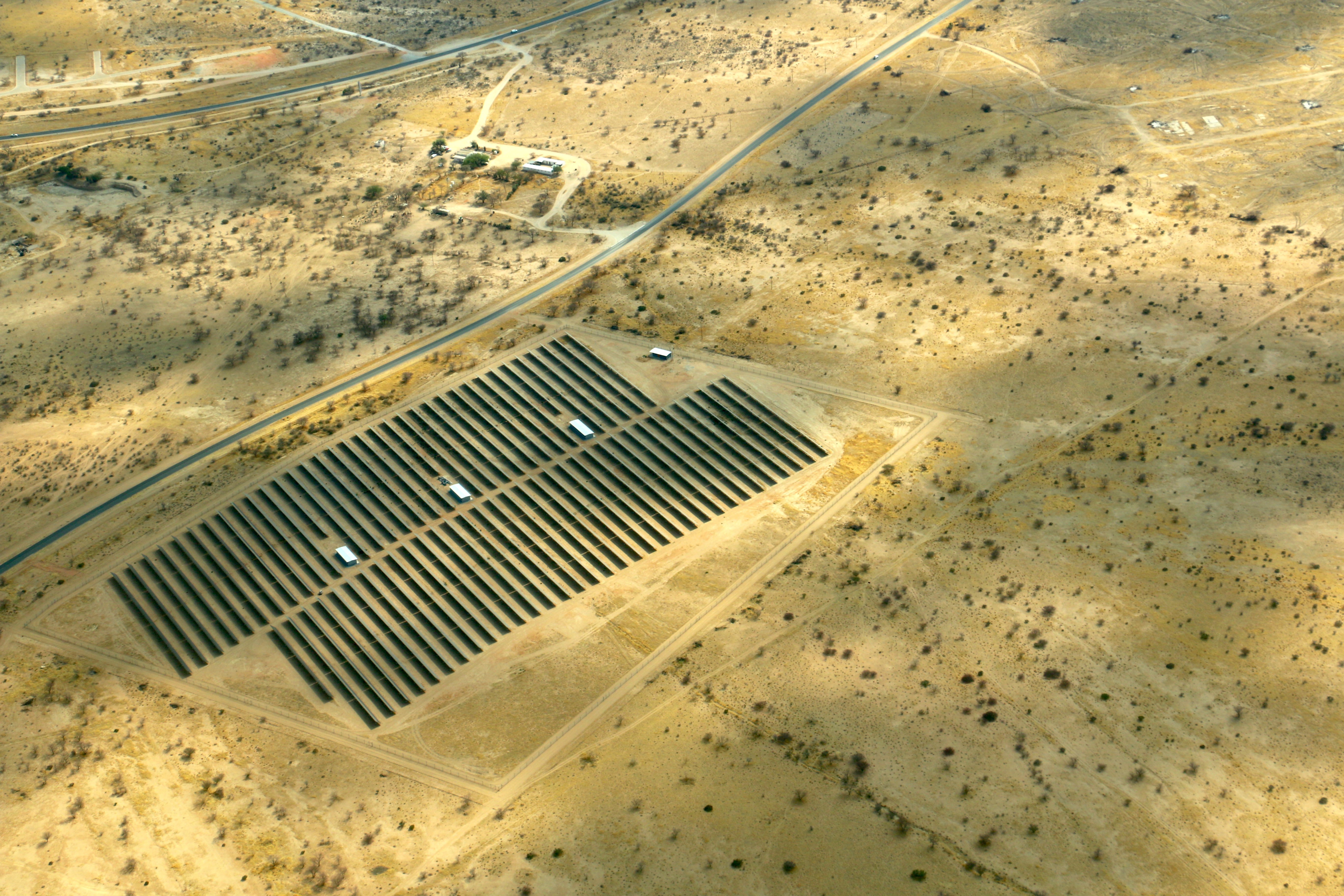
Solarkraftwerk Karibib (2017)